# Eva Justin
Eva Justin (n. 23 august 1909, Dresda, Regatul Saxoniei – d. 11 septembrie 1966, Offenbach am Main, Germania) a fost un antropolog german în timpul erei naziste. Ea s-a specializat în așa-numitul rasism științific. Lucrarea ei a contribuit la crimele naziste împotriva popoarelor sinti și romi.

## Legături externe
- Romani children used in Eva Justin's racial studies pe YouTube
- St. Josefspflege